# (74268) 1998 SK109
(74268) 1998 SK109 – planetoida z pasa głównego asteroid okrążająca Słońce w ciągu 4,38 lat w średniej odległości 2,67 j.a. Odkryta 26 września 1998 roku.